# Ведмидивка
Ведми́дивка (Ведми́довка) — железнодорожная станция Северо-Кавказской железной дороги на участке Ростов-на-Дону — Краснодар. Расположена в станице Медвёдовской.

## История
Станция построена в 1911—1912 годах по проекту украинского архитектора Сергея Тимошенко (брат Степана Тимошенко). Архитектурный стиль — украинский архитектурный модерн.